# 木下秀規
木下 秀規（きのした ひでのり）は、安土桃山時代から江戸時代初期の武将。木下家定の七男。官途は左京亮。名は秀親ともいう。

## 略歴
木下利房・羽柴秀詮（小早川秀秋）らの弟として誕生し、豊臣秀吉の馬廻衆となる。
天正16年（1588年）秀吉が催した聚楽第行幸では随身として参加。
朝鮮の役では肥前名護屋城に駐屯。『松浦古事記』の秀吉旗本の後衛衆の中に名があり、150人を率いていた。
慶長5年（1600年）の関ヶ原の戦いでは、西軍に属して、人質の脱出を防ぐため大坂城の天王寺北坂水所を警備していた。
敗戦後は浪人したが、慶長19年（1614年）の大坂の陣で大坂城に入城して、豊臣氏と運命を共にした。